# Санту-Кристу
Санту-Кристу (порт. Santo Cristo) — муниципалитет в Бразилии, входит в штат Риу-Гранди-ду-Сул. Составная часть мезорегиона Северо-запад штата Риу-Гранди-ду-Сул. Входит в экономико-статистический микрорегион Санта-Роза. Население составляет 14 907 человек на 2006 год. Занимает площадь 366,878 км². Плотность населения — 40,6 чел./км².

## История
Город основан 28 января 1955 года.

## Статистика
- Валовой внутренний продукт на 2003 составляет 182.019.834,00 реалов (данные: Бразильский институт географии и статистики).
- Валовой внутренний продукт на душу населения на 2003 составляет 12.216,92 реалов (данные: Бразильский институт географии и статистики).
- Индекс развития человеческого потенциала на 2000 составляет 0,803 (данные: Программа развития ООН).

## География
Климат местности: субтропический гумидный.